# انجمن سلطنتی جغرافیا
انجمن سلطنتی جغرافیا (با مؤسسهٔ جغرافی‌دانان بریتانیا) (به انگلیسی: Royal Geographical Society With IBG) یک انجمن علمی و نهاد حرفه‌ای جغرافیای بریتانیا است. این جامعه در سال ۱۸۳۰ برای پیشبرد علوم جغرافیایی تأسیس شده و امروز، مرکز پیشرفته‌ای برای جغرافی‌دانان و یادگیری جغرافیا است. انجمن دارای بیش از ۱۶٬۵۰۰ عضو است و کار این نهاد را میلیون‌ها نفر از مردم در هر سال از طریق نشریه‌ها، گروه‌های پژوهشی و سخنرانی دریافت می‌کنند.

## هدف و مأموریت جامعه
آشنا ساختن زمین‌شناسان با یکدیگر تحریک شور و انگیزه آنان در ایجاد پایمردی حرفه‌ای خود، برانگیختن آنها به فراگرفتن روش نامگذاری و علامت‌گذاری مشترک، ساده‌سازی ارتباط آنان با یافته‌های نو و حصول اطمینان به درست بودن آنچه را که از علم خود شناخته‌اند و آنچه را که هنوز برای کشف شدن باقی‌مانده‌است.